# Portada/efemèride juliol 10
Omar Sharif
« 9 de juliol · 10 de juliol · 11 de juliol »